# Simson S53-serie
De Simson S53 was een bromfiets van het Oost-Duitse merk Simson. De Simson S83 was de 70 cc versie, die in Duitsland in de categorie "Leichtkraftrad" viel.

## Voorgeschiedenis
Simson was halverwege de 19e eeuw opgericht als staalfabriek, maar had in het eerste deel van de 20e eeuw wapens, fietsen, automobielen, motorfietsen en kinderwagens geproduceerd. Na de Tweede Wereldoorlog kwam het in de Sovjet-bezettingszone in Duitsland te liggen. Na de oprichting van de Duitse Democratische Republiek was het een Volkseigener Betrieb geworden en richtte het zich naar de Oost-Duitse Planeconomie. Omdat er in de DDR grote behoefte was aan betaalbare transportmiddelen was men al in 1955 begonnen met de productie van de SR1 bromfietsen. In 1964 volgde de "Vogelserie", een serie bromfietsen die allemaal vogelnamen hadden. Halverwege de jaren zeventig waren deze modellen dermate ouderwets geworden dat ze - met name in het Westen - niet meer te verkopen waren. Toen werden ze vervangen door een nieuwere, vlottere modellen, de S50 in 1975 en de S51 in 1980.

## S53-serie en S83-serie
De S53-serie werd ontwikkeld in de periode kort vóór de "Wende", maar kwam pas op de markt ná de Duitse hereniging. De S53-serie onderscheidde zich nauwelijks van de S51-serie. Er was wat meer plastic gebruikt, waarbij vooral de kap rond de koplamp opviel. Sommige modellen werden "geknepen" om de topsnelheid van 60 km per uur te verlagen tot de in West-Duitsland toegelaten 50 km per uur en er verschenen ook "M" (Mofa) modellen met een topsnelheid van 25 km per uur. Dat werd bereikt door de poorttiming te wijzigen en een andere uitlaat te monteren. Vanaf eind 1990, toen de Duitse hereniging voltooid was, werden vrijwel alle modellen met 50 km per uur geleverd. Uiteindelijk konden de modellen alleen qua prijs concurreren met de West-Duitse en Japanse merken en bovendien was in West-Duitsland al de nieuwe rijbewijsklasse tot 80 cc ingevoerd. Daardoor is de S53-serie slechts in beperkte aantallen geproduceerd. Desondanks waren er vrij veel modellen. De machines moesten uiteraard voldoen aan de Duitse "Straßenverkehrs-Zulassungs-Ordnung", maar daarnaast ook qua uiterlijk concurreren met Westerse modellen. Daarom werd er royaal gebruikgemaakt van bonte kleurstellingen en kunststofdelen. Toen de Duitse wetgeving de kleine rijbewijscategorie verhoogde naar 125 cc stonden Japanse en Italiaanse fabrikanten klaar met deze machientjes, maar de Duitse industrie, inclusief Simson, ging teloor.
- De S53N was uiteraard weer het "spaarmodel", zonder toerenteller, met trommelremmen, aluminium spaakvelgen, een ronde koplamp, geen instrumentenpaneel, wél richtingaanwijzers, een 12 volt installatie en een vrijstandlampje in de snelheidsmeter.
- De S53B was identiek aan de "N", maar mét een toerenteller.
- DE S53C had een zwart gespoten motorblok en uitlaatsysteem en een licht getrapt zadel en was verder identiek aan de S53B.
- De S53CX had een zwart gespoten motorblok, een schijfrem in het voorwiel, gietwielen, vijfvoudig instelbare vering, richtingaanwijzers en een toerenteller.
- De S53E en S53OR waren nog steeds geen "echte" enduromotoren, maar hadden er al veel meer eigenschappen van. Zo waren er verschillende spaakwielen gebruikt: vóór 19 inch en achter 17 inch, noppenbanden, langere veerwegen vóór en achter, richtingaanwijzers, toerenteller, omhooggebogen uitlaat met hitteschild, hoog voorspatbord. De "OR" was iets uitgebreider uitgerust dan de "E".

Vanaf 1994 werd de toevoeging "Alpha" gebruikt voor de straatmodellen, de toevoeging "Beta" voor de enduro- en offroadmotoren.
- De S53 Alpha B had een bredere kap om de koplamp, een dikkere handgreep voor de duopassagier, in de "kont" geïntegreerd achterlicht, een schijfrem vóór en richtingaanwijzers.
- De S53 Alpha C had de brede koplampkap, de schijfrem, het achterlicht en de duohandgreep van de "Alpha B", maar daarnaast ook zijbagagedragers en gietwielen.
- De S53 Beta leek op de S53E/OR en dus op een enduromotor, maar hij had ook de bredere koplampkap, een zwarte, omhooggebogen uitlaat, een geïntegreerd achterlicht, handbeschermers, een schijfrem en een - zeker voor "Simson begrippen" dure Marzocchi voorvork.
- De S53 Alpha M was een "Mofa", een begrip dat inmiddels gebruikt werd voor snorfietsen, die door 15-jarigen bestuurd mochten worden. Dit model haalde slechts 25 km per uur en had maar drie versnellingen, een eenvoudige plaatclaxon, geïntegreerd achterlicht en een brede handgreep voor de duopassagier.

De S83 modellen waren lichte motorfietsen ("Leichtkrafträder") die met de 80 cc modellen in de lichte rijbewijscategorie vielen. De Simsons hadden echter nog steeds de 4,1 pk sterke 70 cc motoren. Vanaf 1990 verschenen ze in de volgende versies:
- S83N: Normale uitvoering zonder toerenteller, vanaf 1990
- S83B: de basisuitvoering mét toerenteller, vrijwel gelijk aan de S53B, vanaf 1994
- S83C: vergelijkbaar met de S53C
- S83CX: Uitvoering identiek aan de S53CX
- S83E: Identiek aan de S53E
- S83OR: Identiek aan de in 1991 verdwenen S53OR

## Technische gegevens S53-serie en S83-serie
| Simson               | S53N                 | S53B                                                  | S53C                    | S53E                 | S53OR                              | S53CX                     | S53M                                               | S83N                 | S83B                                               | S83E                 | S83OR                              | S83CX                     |
| -------------------- | -------------------- | ----------------------------------------------------- | ----------------------- | -------------------- | ---------------------------------- | ------------------------- | -------------------------------------------------- | -------------------- | -------------------------------------------------- | -------------------- | ---------------------------------- | ------------------------- |
| Naam                 | geen                 | vanaf 1994: S53 Alpha B, vanaf 1996: Habicht 50 Basic | vanaf 1994: S53 Alpha C | vanaf 1994: S53 Beta | vanaf 1996: Sperber 50 Beach Racer | vanaf 1996: Habicht 50 CX | vanaf 1994: S53M Alpha vanaf 1996: Habicht 25 Mofa | geen                 | vanaf 1994: S83 Alpha vanaf 1996: Habicht 80 Basic | vanaf 1994: S83 Beta | vanaf 1996: Sperber 80 Beach Racer | vanaf 1996: Habicht 80 CX |
| Periode              | 1990-1994            | 1990-1998                                             | 1990-1998               | 1990-1998            | 1992-1998                          | onbekend                  | 1990-1998                                          | 1990-1994            | 1991-1998                                          | 1991-1998            | 1994-1998                          | 1992-1998                 |
| Motor type           | eencilinder tweetakt | eencilinder tweetakt                                  | eencilinder tweetakt    | eencilinder tweetakt | eencilinder tweetakt               | eencilinder tweetakt      | eencilinder tweetakt                               | eencilinder tweetakt | eencilinder tweetakt                               | eencilinder tweetakt | eencilinder tweetakt               | eencilinder tweetakt      |
| Koeling              | rijwind              | rijwind                                               | rijwind                 | rijwind              | rijwind                            | rijwind                   | rijwind                                            | rijwind              | rijwind                                            | rijwind              | rijwind                            | rijwind                   |
| boring in mm         | 38                   | 38                                                    | 38                      | 38                   | 38                                 | 38                        | 38                                                 | 45                   | 45                                                 | 45                   | 45                                 | 45                        |
| slag in mm           |                      |                                                       |                         |                      |                                    |                           |                                                    | 44                   | 44                                                 | 44                   | 44                                 | 44                        |
| Cilinderinhoud in cc | 49,9                 | 49,9                                                  | 49,9                    | 49,9                 | 49,9                               | 49,9                      | 49,9                                               | 69,6                 | 69,6                                               | 69,6                 | 69,6                               | 69,6                      |
| Compressieverhouding | 9,5:1                | 9,5:1                                                 | 9,5:1                   | 9,5:1                | 9,5:1                              | 9,5:1                     | onbekend                                           | 10,5:1               | 10,5:1                                             | 10,5:1               | 10,5:1                             | 10,5:1                    |
| Max. Vermogen in pk  | 3,3 bij 5.500 tpm    | 3,3 bij 5.500 tpm                                     | 3,3 bij 5.500 tpm       | 3,3 bij 5.500 tpm    | 3,3 bij 5.500 tpm                  | 3,3 bij 5.500 tpm         | 1,56 bij 4.250 tpm                                 | 5,6 bij 6.000 tpm    | 5,6 bij 6.000 tpm                                  | 5,6 bij 6.000 tpm    | 5,6 bij 6.000 tpm                  | 5,6 bij 6.000 tpm         |
| Topsnelheid in km/h  | 50                   | 50                                                    | 50                      | 50                   | 50                                 | 50                        | 25                                                 | 75                   | 75                                                 | 75                   | 75                                 | 75                        |
| Versnellingen        | 4                    | 4                                                     | 4                       | 4                    | 4                                  | 4                         | 3                                                  | 4                    | 4                                                  | 4                    | 4                                  | 4                         |
| Gewicht in kg        | 79                   | 79                                                    | 79                      | 79                   | 79                                 | 79                        | 79                                                 | 79,5                 | 79,5                                               | 79,5                 | 79,5                               | 79,5                      |